# Leo Amery
Leopold Charles Maurice Stennett Amery (22 de noviembre de 1873-16 de septiembre de 1955), también conocido como L. S. Amery, fue un periodista conservador británico, político y miembro de numerosos gabinetes. Durante su carrera, se destacó por su interés en la preparación militar, la India británica y el Imperio Británico y por su oposición al apaciguamiento. Después de su retiro y muerte, quizás fue más conocido por los comentarios que hizo a sus colegas en la Cámara de los Comunes el 7 de mayo de 1940 durante el Debate de Noruega.
En estas declaraciones, Amery atacó sin piedad al primer ministro, su viejo conocido Neville Chamberlain, por su incompetencia en la lucha contra la Alemania de Hitler. Muchos de los contemporáneos parlamentarios de Amery señalaron este discurso como uno de los impulsores clave en la división de la Cámara al día siguiente, 8 de mayo, que llevó a Chamberlain a ser forzado a dejar el cargo y su reemplazo por Winston Churchill.

## Primeros años y educación
Leo Amery nació en Gorakhpur, India, de padre inglés y madre de ascendencia judía húngara. Su padre era Charles Frederick Amery (1833–1901), de Lustleigh, Devon, oficial de la Comisión Forestal de la India. Su madre, Elisabeth Johanna Saphir (c. 1841–1908), que era hermana del orientalista Gottlieb Wilhelm Leitner, había venido a la India desde Inglaterra, donde sus padres se habían establecido y convertido al protestantismo. En 1877, su madre regresó a Inglaterra desde la India y en 1885 se divorció de Charles.
En 1887, Amery fue a la Harrow School, donde fue contemporáneo de Winston Churchill.Representó a Harrow en gimnasia y ocupó el primer puesto en los exámenes durante varios años; también ganó premios y becas.
Después de Harrow fue a Balliol College, Oxford, donde se desempeñó bien. Obtuvo un Primero en Moderaciones Clásicas en 1894; en literae humaniores en 1896 y fue proxime accessit (subcampeón) al erudito Craven en 1894 y al erudito Ouseley en Turquía en 1896. También ganó un azul en carrera de campo a través.
Fue elegido miembro del All Souls College. Podía hablar hindi a la edad de tres años; Amery naturalmente habría adquirido el idioma de su ayah (niñera). Podía conversar en francés, alemán, italiano, búlgaro, turco, serbio y húngaro. Amery era un masón activo.

## Periodismo
Durante la segunda guerra bóer, Amery fue corresponsal de The Times. En 1901, en sus artículos sobre la conducción de la guerra, atacó al comandante británico, Sir Redvers Henry Buller, lo que contribuyó al saqueo de Buller. Amery fue el único corresponsal que visitó las fuerzas bóer y casi fue capturado con Churchill. Más tarde, Amery editó y escribió en gran parte The Times History of the South African War (7 vol., 1899-1909).
La guerra de los bóeres había expuesto las deficiencias del ejército británico y, en 1903, Amery escribió El problema del ejército y abogó por su reorganización. En The Times escribió artículos atacando el libre comercio utilizando el seudónimo de «Reformador de tarifas» y en 1906 escribió Las falacias fundamentales del libre comercio. Amery lo describió como «una explosión teórica de herejía económica» porque argumentó que el volumen total del comercio británico era menos importante que la cuestión de si el comercio británico estaba compensando la falta de materias primas y alimentos de la nación exportando sus excedentes de productos manufacturado, envío y perspicacia financiera.
Fue miembro del club de comedores de coeficientes de reformadores sociales, creado en 1902 por los activistas fabianos Sidney y Beatrice Webb.

## Carrera política temprana
Amery rechazó la oportunidad de ser editor de The Observer en 1908 y The Times en 1912 para concentrarse en la política.
No pudo ganar por poco las elecciones parciales de Wolverhampton East de 1908, por ocho votos. En las elecciones parciales de Birmingham South de 1911, no tuvo oposición como miembro liberal unionista del parlamento (MP) y ocuparía ese escaño hasta 1945. Una de las razones por las que Amery accedió a presentarse allí bajo la etiqueta de Unionista Liberal (ese partido se fusionaría por completo con el Partido Conservador al año siguiente) fue que había sido un admirador político de Joseph Chamberlain durante mucho tiempo y era un ferviente partidario de la reforma arancelaria y la federación imperial. Según A. J. P. Taylor, Amery era un conservador raro que promovía el proteccionismo «como simplemente el comienzo de una economía planificada».

## Primera Guerra Mundial

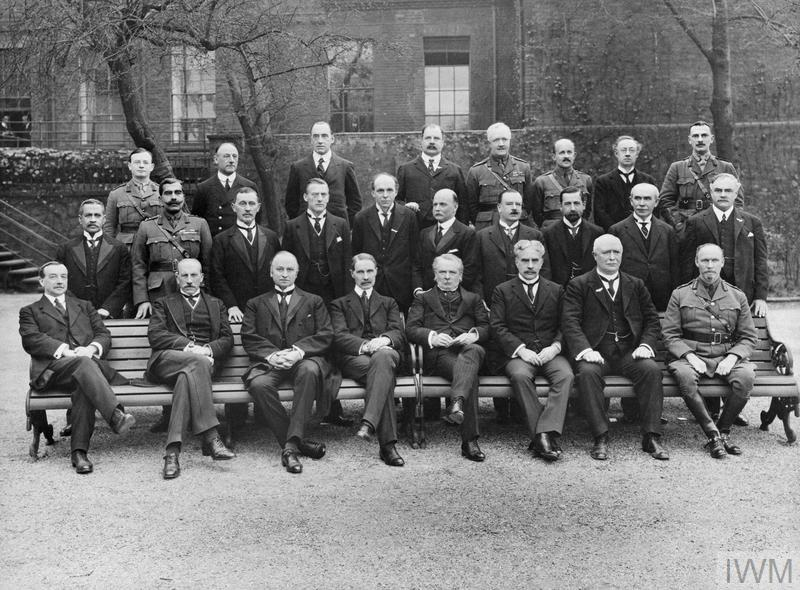
Gabinete de guerra imperial, 22 de marzo de 1917. Leo Amery está de pie, fila superior, primero a la izquierda.

Durante la Primera Guerra Mundial, el conocimiento de húngaro de Amery lo llevó a trabajar como oficial de inteligencia en la campaña de los Balcanes. Más tarde, como secretario del gabinete de guerra en el gobierno de coalición de Lloyd George, Amery recibió poderes similares a los de un subsecretario parlamentario y, a pedido de Lord Milner, volvió a redactar la Declaración Balfour. También alentó a Ze'ev Jabotinsky en la formación de la Legión Judía para el ejército británico en Palestina.
Amery se opuso a la Constitución de la Liga de las Naciones porque creía que el mundo no era igualitario y, por lo tanto, la Liga, que otorgaba a todos los estados los mismos derechos de voto, era absurda. En cambio, creía que el mundo tendía hacia estados cada vez más grandes que componían un mundo equilibrado de unidades inherentemente estables. Contrastó esa idea con lo que llamó el «eslogan fácil de autodeterminación» de Woodrow Wilson.

## Primer Lord del Almirantazgo
Después de la guerra, Amery fue elegido para el asiento recién creado de Birmingham Sparkbrook en las elecciones generales de 1918. Fue Primer Lord del Almirantazgo (1922-1924) bajo Bonar Law y Stanley Baldwin. La Conferencia Naval de Washington de 1921 a 1922 resultó en el Tratado Naval de Washington de 1922, que redujo la fuerza de la Royal Navy y las estimaciones navales de más de £ 83,000,000 a £ 58,000,000. Amery defendió la financiación de la Base Naval de Singapur contra los ataques tanto de los liberales como de los laboristas.

## Secretario colonial
Amery fue Secretario Colonial en el gobierno de Baldwin de 1924 a 1929. Amery amplió el papel del Asesor Comercial a la Asesoría Económica y Financiera bajo la dirección de Sir George Schuster. También creó el puesto de Asesor Médico Jefe, bajo la dirección de Sir Thomas Stanton, y una serie de asesores en educación (Sir Hanns Visscher para África Tropical), agricultura (Sir Frank Stockdale), un Asesor Veterinario y un Asesor de Pesca. También creó el Empire Marketing Board. Un plan favorito era convertir una o más colonias en dominios gobernados por blancos, con especial atención a Rhodesia del Sur, Kenia y Palestina. La fuerte oposición de la abrumadora población no blanca en África y de los árabes en Palestina destruyó sus planes. En India, la fuerte resistencia del movimiento del Congreso derrotó sus esperanzas de una mayor integración en la Commonwealth.

## Fuera de la oficina
Amery no fue invitado a formar parte del Gobierno Nacional formado en 1931. Permaneció en el Parlamento, pero se unió a los directorios de varias corporaciones prominentes. Eso era necesario ya que no tenía medios independientes y había agotado sus ahorros durante la Primera Guerra Mundial y cuando era ministro del gabinete durante la década de 1920. Entre sus cargos directivos se encontraban los directorios de varias empresas alemanas de fabricación de metales (que representan el capital británico invertido en las empresas), British Southern Railway, Gloucester Wagon Company, Marks and Spencer, la famosa empresa de construcción naval Cammell Laird y Trust and Loan of Canada. También fue presidente de la Junta de Conversión de Irak.
En el ejercicio de sus funciones como director de empresas alemanas de fabricación de metales, Amery adquirió una buena comprensión del potencial militar alemán. Adolf Hitler se alarmó por la situación y ordenó detener a los directores no alemanes.[cita requerida] Amery había pasado mucho tiempo en Alemania durante la década de 1930 en relación con su trabajo. No se le permitió enviar los honorarios de su director fuera del país, por lo que llevó a su familia de vacaciones a los Alpes bávaros. Tuvo una larga reunión con Hitler en al menos una ocasión, y se reunió extensamente con el líder checo Edvard Beneš, los líderes austriacos Engelbert Dollfuss y Kurt von Schuschnigg y el líder italiano Benito Mussolini.[cita requerida]

## Carrera posterior

### Oposición al apaciguamiento de Alemania
En los debates sobre la necesidad de un mayor esfuerzo para rearmar a las fuerzas británicas, Amery tendió a centrarse en los asuntos del ejército, con Churchill hablando más de defensa aérea y Roger Keyes hablando de asuntos navales. Austen Chamberlain también fue, hasta su muerte, miembro del grupo. Si bien no había duda de que Churchill era el más destacado y efectivo, el trabajo de Amery seguía siendo significativo. Fue una fuerza impulsora detrás de la creación de la Army League, un grupo de presión diseñado para mantener las necesidades del ejército británico ante el público.
En la década de 1930, Amery, junto con Churchill, fue un crítico amargo del apaciguamiento de Alemania; a menudo atacaban abiertamente a su propio partido. Al ser un ex Secretario de Colonias y Dominios, estaba muy consciente de las opiniones de los dominios y se opuso firmemente a la devolución de las colonias de Alemania, una propuesta que Neville Chamberlain consideró seriamente.
Sobre la cuestión del rearme, Amery fue coherente. Abogó por un mayor nivel de gasto, pero también por una revaluación de las prioridades a través de la creación de un cargo de alto nivel en el gabinete para desarrollar una estrategia de defensa general para que el aumento de los gastos se pueda gastar de manera inteligente. Pensó que él o Churchill deberían recibir el puesto. Cuando finalmente se creó el puesto de Ministro de Coordinación de Defensa y se le otorgó a un peso ligero político, Sir Thomas Inskip, lo consideró una broma.
Cuando llegó la guerra, Amery se opuso a la cooperación con la Unión Soviética contra Alemania. Se consideró siempre un anticomunista.
Cuando Chamberlain anunció su vuelo a Múnich ante los vítores de la Cámara, Amery fue uno de los cuatro miembros que permanecieron sentados (los otros eran Churchill, Anthony Eden y Harold Nicolson).
Amery difería de Churchill en la esperanza durante la década de 1930 de fomentar una alianza con la Italia fascista para contrarrestar la creciente fuerza de la Alemania nazi. En su opinión, un frente unido de Gran Bretaña, Francia e Italia habría impedido una ocupación alemana de Austria, especialmente con el apoyo de Checoslovaquia. Por lo tanto, estaba a favor de apaciguar a Italia al conceder tácitamente sus reclamos sobre Etiopía. Se inició en el llamado Frente de Stresa de 1935, pero sintió que la decisión de Gran Bretaña de imponer sanciones económicas a Italia, por invadir Etiopía en 1936, llevó a Italia a los brazos de Alemania.
Amery desconfiaba de la administración del presidente estadounidense Franklin Roosevelt. Le molestaba la presión estadounidense sobre Canadá para que se opusiera al libre comercio imperial, otro de sus esquemas favoritos. Si bien la presión no tuvo éxito mientras el primer ministro conservador canadiense Richard Bedford Bennett, estuvo en el poder, después de perder las elecciones de 1935, su sucesor liberal, William Lyon Mackenzie King, adoptó una postura más proestadounidense.

### Segunda Guerra Mundial
Amery es famoso por dos momentos de gran dramatismo en la Cámara de los Comunes, a principios de la Segunda Guerra Mundial. El 2 de septiembre de 1939, Neville Chamberlain habló en un debate de la Cámara de los Comunes e insinuó fuertemente que no declararía la guerra a Alemania de inmediato, incluso si hubiera invadido Polonia. Amery estaba muy enojado, y muchos de los presentes sintieron que Chamberlain estaba fuera de contacto con el temperamento del pueblo británico. Como el líder del Partido Laborista, Clement Attlee, estaba ausente, Arthur Greenwood se puso de pie en su lugar y anunció que hablaría por los laboristas. Amery gritó: «¡Habla por Inglaterra, Arthur!» Eso implicaba fuertemente que Chamberlain no lo estaba haciendo.

El segundo incidente ocurrió durante el Debate de Noruega en 1940. Después de que se anunciara una serie de desastres militares y navales, Amery atacó al gobierno de Chamberlain en un discurso devastador, que terminó citando a Oliver Cromwell:
Te has sentado demasiado tiempo aquí para cualquier bien que hayas estado haciendo. Márchate, digo, y acabemos contigo. ¡En el nombre de Dios, vete!
Más tarde, Lloyd George le dijo a Amery que en 50 años había escuchado pocos discursos que igualaran al suyo en poder sostenido y ninguno con un clímax tan dramático. El debate dio lugar a que 42 miembros conservadores del parlamento votaran en contra de Chamberlain y 36 se abstuvieran, lo que provocó la caída del gobierno conservador y la formación de un gobierno nacional bajo la presidencia de Churchill. El propio Amery anotó en su diario que creía que su discurso fue uno de los mejor recibidos en la Cámara y que había marcado la diferencia en el resultado del debate.

### Secretario de Estado para India y Birmania
Durante el ministerio de guerra de Churchill, Amery fue Secretario de Estado para la India a pesar de que Churchill y Amery habían estado en desacuerdo durante mucho tiempo sobre el destino de la India. Amery estaba decepcionado de no ser miembro del pequeño Gabinete de Guerra, pero estaba decidido a hacer todo lo posible en el puesto que se le ofreció. Estaba continuamente frustrado por la intransigencia de Churchill y, en sus memorias, registró que Churchill sabía «tanto del problema indio como Jorge III de las colonias americanas».
Amery se opuso a realizar una investigación sobre la hambruna de Bengala de 1943, por temor a que las consecuencias políticas pudieran ser «desastrosas». En 1944, la Comisión de Investigación de la Hambruna se llevó a cabo en contra de su consejo.

### Últimos años
En las elecciones generales de 1945, Amery perdió su escaño ante el laborista Percy Shurmer. Se le ofreció pero rechazó un título nobiliario porque, cuando murió, podría haber truncado la carrera política de su hijo, Julian, en la Cámara de los Comunes. Sin embargo, fue nombrado Compañero de Honor. Cuando se jubiló, Amery publicó una autobiografía en tres volúmenes My Political Life (1953-1955).

## Legado
A lo largo de su carrera política, Amery fue un exponente de la unidad imperial, ya que vio al Imperio Británico como una fuerza para la justicia y el progreso en el mundo. Apoyó firmemente la evolución de los dominios hacia naciones independientes unidas a Gran Bretaña por lazos de parentesco, comercio, defensa y un orgullo común por el Imperio. También apoyó la evolución gradual de las colonias, particularmente India, al mismo estatus, a diferencia de Churchill, un librecambista, que estaba menos interesado en el Imperio como tal y más en Gran Bretaña como gran potencia. Amery sintió que la propia Gran Bretaña era demasiado débil para mantener su posición de gran poder.
Amery estuvo muy activo en los asuntos imperiales durante las décadas de 1920 y 1930. Estuvo a cargo de los asuntos coloniales y las relaciones con los dominios desde 1924 hasta 1929. En la década de 1930, fue miembro de la Empire Industries Association y uno de los principales organizadores de la gran manifestación que celebró el imperio en el Royal Albert Hall en 1936 con motivo del centenario del nacimiento de Joseph Chamberlain. Amery mantuvo un calendario de conferencias muy ocupado, con casi 200 compromisos entre 1936 y 1938, muchos de ellos dedicados a temas imperiales, especialmente Preferencia imperial.
Amery quería mantener el Reino Unido y los nuevos dominios británicos independientes unidos por el comercio detrás de una barrera arancelaria común y lejos de los Estados Unidos. Vio las intenciones estadounidenses con respecto al Imperio Británico con sospechas cada vez más graves. Esperaba que el gobierno laborista elegido en 1945 se resistiera a las promesas de liberalización comercial hechas por Churchill a los Estados Unidos durante la Segunda Guerra Mundial. Las esperanzas de Amery se vieron parcialmente vindicadas cuando el gobierno de Attlee, bajo una intensa presión estadounidense, insistió en la continuación de la Preferencia Imperial/Commonwealth, pero admitió su alcance más limitado y prometió no seguir expandiéndose.

## Vida personal

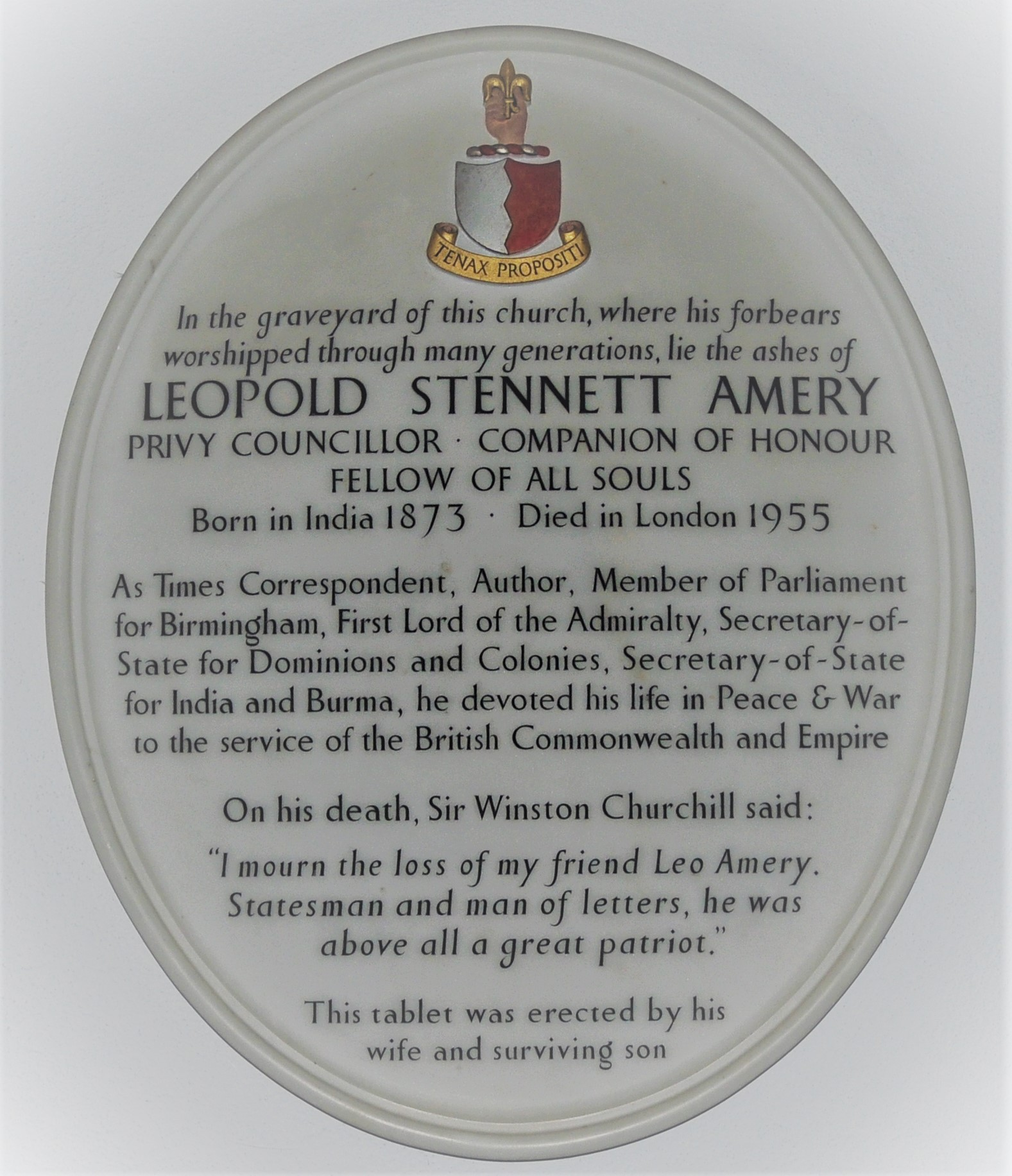
Placa que conmemora a Leo Amery en la iglesia de San Juan Bautista en Lustleigh, Devon

Amery fue un destacado deportista, especialmente famoso como montañero. Continuó escalando hasta bien entrados los sesenta, especialmente en los Alpes suizos, pero también en Baviera, Austria, Yugoslavia, Italia y las Montañas Rocosas canadienses, donde el Monte Amery lleva su nombre. También disfrutaba esquiando. Fue miembro del Alpine Club (sirviendo como su presidente, 1943-1945) y de los clubes Athenaeum y Carlton
Fue Vicepresidente Sénior de Caballeros de los Caballeros de la Mesa Redonda.
El 16 de noviembre de 1910, Amery se casó con Florence Greenwood (1885-1975), hija del abogado canadiense John Hamar Greenwood y hermana menor de Hamar Greenwood. Normalmente se la conocía por el nombre de pila Bryddie. Tuvieron dos hijos.
Su hijo mayor, John Amery (1912-1945), se convirtió en simpatizante de los nazis. Durante la Segunda Guerra Mundial, hizo transmisiones de propaganda desde Alemania e indujo a algunos prisioneros de guerra británicos a unirse al Cuerpo Libre Británico controlado por los alemanes. Después de la guerra, fue juzgado por traición, se declaró culpable y fue ahorcado. Su padre modificó su entrada en Quién es quién para que dijera «un hijo», con el permiso de los editores. El dramaturgo Ronald Harwood, que exploró la relación entre Leo y John Amery en su obra An English Tragedy (2008), consideró significativo para la historia del hijo que el padre aparentemente hubiera ocultado su ascendencia parcialmente judía.
El hijo menor de Amery, Julian Amery (1919-1996), se convirtió en político conservador; sirvió en los gabinetes de Harold Macmillan y Sir Alec Douglas-Home como Ministro de Aviación (1962–1964) y también ocupó un cargo ministerial subalterno bajo Edward Heath. Se casó con la hija de Macmillan, Catherine.
Amery está enterrado en el cementerio St John the Baptist en el pueblo natal de su padre, Lustleigh, y una placa ornamentada en conmemoración de él está dentro de la iglesia.